# Eric Plessow
Eric Plessow (eigentlich Erich Ewald Walter Plessow, * 25. November 1899 in Berlin; † 13. Juni 1977 in West-Berlin) war ein deutscher Komponist, Pianist, Kapellmeister, Textdichter und Musikverleger von Unterhaltungsmusik. Er veröffentlichte auch unter den Namen Erich Plessow, Ewald Walter, Manuel Estvilla und P. Lesso Valerio.

## Leben
Er wurde 1899 in Berlin-Oranienburg geboren. 1914 begann er eine Lehre als Musikalienhändler beim Verlag Rühle, die er 1917 mit Auszeichnung abschloss. Anschließend wurde er zum Kriegsdienst eingezogen.
Nach dem Ersten Weltkrieg kehrte er in die alte Firma zurück und unternahm erste Versuche als Komponist. In den 1920er Jahren bekam er Engagements als Pianist und Kapellmeister in Mannheim und Heidelberg. 1931 gründete er seinen eigenen Musikverlag Edition Standard wozu er seine Komposition Warum küßt mich dein Mund so heiß, Lied und Tango, einbrachte. Dazu schrieb er unter Verwendung seiner beiden weiteren Vornamen als ‚Ewald Walter‘ auch den Text. Als Arrangeur war Plessow in den 1930er Jahren mit Schlager-Potpourris wie Wir bitten zum Tanz und Von Erfolg zu Erfolg, die auch auf Schallplatte erschienen, gefragt. Er förderte außerdem junge, noch unbekannte Talente, beispielsweise den Berliner Komiker Fredy Sieg. Dessen Couplets, vor allem Zickenschulze aus Bernau, wurden in kurzer Zeit zu berlinischen evergreens, die ihrem Verleger bald mehr als nur seinen Einsatz wieder hereinbrachten.
Als Textdichter hatte er durchschlagenden Erfolg mit dem Schlager Das Fräulein Gerda, dessen Musik von Helmuth Wernicke stammte. Als Tango-Komponist nannte er sich hispanisierend ‚Lesso-Valério‘ oder auch ‚Manuel Estvilla‘, seinen Geburtsnamen anglisierte er für moderne Tanzkompositionen zu ‚Eric Plessow‘. Es gelang ihm bald, eine führende Stelle unter den Berliner Musikverlegern zu erringen. In der folgenden Zeit erwarb er noch den Berliner AKLA-Musiverlag und den Hermann Schulenburg UFA Musikverlag dazu. Nach dem Zweiten Weltkrieg ging auch der Verlag Robert Reibenstein in seinen Besitz über. 1950 bezog er neue Geschäftsräume in der Nürnberger Straße und fasste die Verlage unter der Erich Plessow Musik-Edition GmbH + Co. OHG zusammen. Für Plessow arbeiteten unter anderem Edmund Kötscher, Helmut Gardens und Werner Lenz. Heute gehört der Verlag zu den Meisel Musikverlagen.

## Werke

### Schlager
| - Mondnacht in Abbazia - Du fragst, warum ich weine ...? - Warum? (Tango) - Wenn die Sonja russisch tanzt, (komponiert mit Edmund Kötscher), T.: Gerd Karlick, bekannt geworden durch die Comedian Harmonists 1934 - Portorico - Ein Abschiedsbrief - Tonight, 1933 - Hallo, kleines Fräulein, 1933 - Frauen sind so schön, wenn sie lieben, T.: Bruno Balz, 1936 - Weil ich dich verehre, 1937 - Roter Teufel - Eine Seefahrt, die ist lustig | - Ja, der Peter, T.: Bruno Balz, 1939 - Es fährt ein Schiff zur Südsee, Reibenstein & Co., Berlin 1949 - Mein Jonny macht Musik, Reibenstein & Co., Berlin 1949 - Nächte am La Plata, Reibenstein & Co, 1951 - Serenade in blue, Berlin 1952 - Lustiger Sang beim Walzerklang, Berlin 1952 - Novelty-Rhythm, Robert Reibenstein, Berlin 1952 - Virtuose Finger, Reibenstein & Co., Berlin 1952 - Ein Liebesbrief, Ed. Standard, 1952 - Perché, Reibenstein & Co, Berlin 1952 - 4 Tango-Erfolge, Berlin 1954 - Aloha-Oé, Ed. Metropol, Berlin 1957 - Warum küßt mich dein Mund so heiß?, 1958 |

| - Paprika - Die Hochzeitsreise - Inge und die Millionen, Regie: Erich Engel, Berlin (Ufa) 1933 (als "P. Lesso Valério", Textdichter war Gerd Karlick, die Bearbeitung besorgte Hans Otto Borgmann). Filmplakat bei . | - The devil is playing - Baby Gaby und die Spieluhr - Molly and Jolly - Play of the marionettes - Novelty Characteristic Piano Solos, hrsg. in der Ed. Metropol Berlin |

## Hörbeispiele
- Baby Gaby und die Spieluhr, Tanz-Orchester Dajos Béla, Odeon, 1929
- Tonight, Orchester Marek Weber, Electrola, 1933
- Varför (Warum ?), schwedische Version, gesungen von Sven Olof Sandberg, mit Orchester Sune Waldimir, Odeon, 1934
- Frauen sind so schön wenn sie lieben, Rudi Schuricke mit Adalbert Lutter u. s. Tanzorchester, Telefunken, 1935
- Das Fräulein Gerda, Tanz-Orchester Egon Kaiser mit Refraingesang: Kurt Mühlhardt, Grammophon, 1938
- Roter Teufel, Orchester Barnabás von Géczy, Electrola, 1938